# Adżapsandali
Adżapsandali (gruz. აჯაფსანდალი, orm.: Աջափսանդալ) – kaukaskie danie ze smażonego bakłażana, wywodzące się z kuchni gruzińskiej i ormiańskiej.
Składa się z cebuli, bakłażana, pomidora i papryki; grillowanych, duszonych lub smażonych na oleju roślinnym i doprawianych czosnkiem, bazylią, liśćmi kolendry, pietruszką i innymi przyprawami. Czasami dodaje się ziemniaki, papryczkę chili, a nawet marchewkę, choć tradycyjne przepisy ich nie uwzględniają. To danie występuje pod różnymi nazwami w wielu kuchniach kaukaskich i tureckojęzycznych. Europejskim odpowiednikiem tego dania jest sauté warzywne.